# Nicolaas Godfried van Kampen
Nicolaas Godfried van Kampen (Haarlem, 15 mei 1776 - Amsterdam, 15 maart 1839) was een Nederlandse letterkundige en hoogleraar vaderlandse geschiedenis aan het Athenaeum Illustre te Amsterdam, de voorloper van de Universiteit van Amsterdam. Hij werd door zijn tijdgenoten geroemd vanwege zijn grote aantal publicaties in diverse disciplines, zoals poëzie, aardrijkskunde, godsdienst en geschiedenis. Daarnaast was Van Kampen een autodidact, daar hij zelf nooit een opleiding aan de academie had genoten.

## Biografie

### Jeugd
Van Kampen werd geboren in een doopsgezinde familie met een eigen bloemisterij.  Op jonge leeftijd verloor hij zijn vader. Omdat zijn moeder een slechte gezondheid had,  werd hij onder voogdij geplaatst. Zijn voogden stuurden Van Kampen aanvankelijk naar het gymnasium in de Duitse stad Krefeld, waar ook zijn moeder geboren was. Vervolgens werd hij opgeleid in het handelswezen aan een school in Mühlheim aan de Rijn. Tijdens zijn studieperiode verdiepte Van Kampen zich in zijn vrije tijd in geschiedenis en aardrijkskunde. Tevens had hij zich de Griekse en Latijnse taal eigen gemaakt, om zo de grondteksten van het Nieuwe Testament te kunnen lezen.  In 1792 keerde Van Kampen terug naar Haarlem om daar in de bloemisterij te werken die na de dood van zijn vader door een van zijn voogden was overgenomen. Kort na zijn terugkeer kwam deze nieuwe eigenaar echter te overlijden. Van Kampen werd nog te jong gevonden om de zaak voort te zetten, dus werd besloten om deze te verkopen.

### Carrière
Na deze gebeurtenis verhuisde Van Kampen naar Leiden. Daar was hij enkele jaren werkzaam in een boekhandel. Van Kampen kreeg nu de mogelijkheid zijn zelfstudie voort te zetten. Tevens schreef hij in deze jaren diverse vertalingen. Na enige tijd werd hij mede-eigenaar, maar al in 1805 werd hij gedwongen de zaak te sluiten. In hetzelfde jaar trouwde Van Kampen met ene Jacoba van Duuren. Na het faillissement kreeg hij van een staatkundig nieuwsblad, dat zou worden uitgegeven in Alphen aan den Rijn, een aantrekkelijk aanbod voor een aanstelling in de redactie. Hij bleek echter te zijn opgelicht. Na een periode als privé onderwijzer in zijn bestaan te hebben voorzien, keerde hij terug naar Leiden waar hij voor de Leidsche Courant ging werken. Daarnaast vervulde hij verschillende posities als onderwijzer in Duitse talen. In deze periode begon hij ook met publiceren van eigen werken.
In 1815 werd Van Kampen lector in Hoogduitse talen aan de Leidsche hogeschool. Acht jaar later volgde een betrekking aan het Instituut Noorthey, een kostschool in Veur (nu Leidschendam). Daar bleef hij werkzaam tot 1829, toen Van Kampen een positie als hoogleraar aan het Athenaeum Illustre in Amsterdam kreeg toegewezen, die hij tot het eind van zijn leven bekleedde. Daarnaast was hij lid van diverse literaire en culturele genootschappen, zoals de Maatschappij der Nederlandse Letterkunde en de Maatschappij tot Nut van 't Algemeen.

### Religie
Van Kampen bleef zijn leven lang Doopsgezind. In het begin van de negentiende eeuw groeide de invloed van deze geloofsgemeenschap in de Nederlandse samenleving. Haar theologie kenmerkte zich door rationaliteit en Verlichtingsidealen, pacifisme en een sobere levensstijl. Van Kampen was goed bevriend met Samuel Muller, een invloedrijke theoloog aan het Doopsgezinde seminarie die zich verzette tegen orthodoxe tendensen in de kerk. Van Kampen kan gezien worden als belichaming van de Doopsgezinde idealen. Hij wijdde zijn leven aan het vergaren en verspreiden van kennis en hij hechtte grote waarde aan zedelijkheid. Daarnaast heeft hij, ook na zijn succes als letterkundige, altijd een sober leven geleid en heeft hij zich nooit geheel weten te mengen in de bovenklasse van de samenleving.

## Kenmerken van zijn werk
Van Kampen schreef over zeer uiteenlopende onderwerpen. Diverse titels van zijn publicaties hebben een sterke nationalistische inslag. Zo schreef hij verschillende boeken over de rol van de Nederlanden en van Nederlandse historische figuren in de Europese geschiedenis. In Redevoering over den geest der Nederlandsche letterkunde vergeleken met die van andere volken, dat Van Kampen schreef en voorlas voor zijn aanstelling aan het Atheneum van Amsterdam, beschrijft hij uitvoerig de waarden in de Nederlandse letterkunde die hij hoog waardeerde. Hij noemt hierin godsdienstigheid en zedelijkheid, huislijkheid, liefde voor vrijheid en het vaderland en de praktische aard. Daarnaast verafschuwt hij de trend om buitenlandse gewoonten te imiteren, in het bijzonder die uit Frankrijk.  Zowel de geprezen waarden, als ook de anti-Franse sentimenten zijn terug te vinden in het werk van Van Kampen. Deze kenmerken hangen samen met de tijdsperiode waarin hij schreef, voornamelijk in de jaren van het Verenigd Koninkrijk der Nederlanden. In deze tijd, na een periode van Franse overheersing, leefde de liefde voor het vaderland sterk op, en werden historici door koning Willem I aangemoedigd om een integrale geschiedenis van de Nederlanden te schrijven.

## Betekenis en receptie van zijn werk
Van Kampen werd geprezen door zijn tijdgenoten, zowel om zijn grote aantal publicaties, als ook om de zedelijkheid die zijn werk kenmerkte. Tevens had hij een groot lezerspubliek. Zijn vriend Samuel Muller schreef in zijn biografie over Van Kampen het volgende:

Er was geen schrijver van onze dagen, die het gebied der wetenschappen voor een’ ieder meer toegankelijk wist te maken zonder tot oppervlakkigheid te vervallen; geen die onder alle standen en in alle leeftijden meer lezers telde, en zijne talenten aan meer verschillende altoos edele onderwerpen toewijdde; geen, die bij zijne groote werkzaamheid, als door een zedelijk instinct zijne pen meer zuiver hield van al wat onedel is, ja ik zeg niet te veel, wanneer ik beweer dat hij in zijnen beste tijd een lievelingsschrijver van onze natie heeten mogt.
— Samuel Muller, 1840

Zijn werk werd echter niet geheel zonder kritiek ontvangen. Vanwege veelschrijverij en een ongeduldige aard zou Van Kampen nogal wat slordigheidsfouten maken. Muller schrijft hoezeer Van Kampen een originele geschiedschrijver had willen worden, maar dat zijn historische beschouwingen daarvoor te eenzijdig waren. Hij wijdt dit ook aan het feit dat Van Kampen een autodidact was:

Hij bezat den aanleg om zich als geleerde eenen blijvenden naam te verwerven, maar de geschiedenis van zijn leven verklaart, waarom hij dit niet gedaan heeft. De autodidact wint door eigene vrije werkzaamheid doorgaans aan grondigheid en zelfstandigheid van kennis, wat hij aan eenzijdigheid van beschouwing en ingenomenheid met begrippen gevaar loopt te verliezen.
— Samuel Muller, 1840

Het is Van Kampen dan ook niet gelukt om zichzelf te vereeuwigen als origineel denker. Zijn werk bleek niet van blijvende betekenis en zijn naam is tegenwoordig in de vergetelheid geraakt.

## Publicaties
Voor een compleet overzicht zie A.J. van der Aa (1862), Biografisch woordenboek der Nederlanden.
- Zedekundige Schoonheden der Ouden, of keur van spreuken gezegden en verhalen, getrokken uit Latijnsche Schrijvers, Leiden 1807-1810, in-8°, 4 delen.
- Beknopt Geschiedkundig overzigt der groote gebeurtenissen in Europa van den vrede van Amiens tot op de verovering van Parijs, Leiden 1814, in-8°, 2 stukken.
- Geschiedenis der Fransche Heerschappij in Europa, Delft, 1815-1823, in-8°, 8 delen.
- Staat- en aardrykskundige beschrijving van het koningrijk der Nederlanden, benevens het Groot Hertogdom Luxemburg, Haarlem 1816, in-8°, met een kaart; 2de druk Haarlem 1827, in-8°.
- De aarde beschouwd in haren natuurlijken toestand en verdeeling door zeeën, rivieren, meeren, bergen en woestijnen, Haarlem, 2 delen met kaarten; 2de druk ald. 1824, in-8°.; 3e druk ald. 1841, in-8°.
- Beknopte Geschiedenis der letteren en wetenschappen in de Nederlanden van de vroegste tijden af, tot op het begin der XIX eeuw, 's Hage, 1821-1826, in-8°, 3 delen.
- Proeve eener geschiedenis der kruistogten naar het Oosten, tot het jaar 1291, Haarlem 1826, in-8°, 4 delen, met een gekleurde kaart.
- Vaderlandsche karakterkunde of karakterschetsen van tijdperken en personen uit de Nederlandsche geschiedenis, Haarlem 1826-1828, in-8°, 2 delen in 3 stukken.
- Afrika en deszelfs bewoners volgens de nieuwste ontdekkingen, Haarlem 1829, in-8°, 3 delen met platen.
- Handboek der dichtkunde en welsprekendheid uit het Hoogduitsch vertaald van J.J. Eschenburg, ten aanzien der Nederlandsche letterkunde vermeerderd, tot eene handleiding bij voorlezingen op middelbare en hoogere scholen, Rotterdam 1829, in-8°, 2 delen.
- Redevoering over den geest der Nederlandsche letterkunde, vergeleken met die van andere volken, Haarlem 1830, in-8°.
- Geschiedenis der Nederlanders buiten Europa, enz. Haarlem 1831-1833, in-8°, 3 delen in 4 stukken, met platen.
- Gedenkboek van Neêrlands moed en trouw, gedurende den Belgischen opstand, Haarlem 1834, in-8°, met platen en een kaart.
- De Levant of Mohammedaansch Azië, volgens de nieuwste ontdekkingen. Een werk ter bevordering der kennis van landen en volken en van derzelver voortbrengselen en handel, Haarlem 1836, in-8°, 3 delen met platen.
- Gezigten in Holland en Belgie, naar teekeningen op de plaats zelve vervaardigd door W.H. Bartlett. Met historische en plaatselijke beschrijving van N.G. van Kampen, Amsterdam [1837], gr. in-8°. Ook verschenen in het Engels, Frans en Duits.
- Griekenland en Europisch Turkye, volgens de nieuwste ontdekkingen. Een werk ter bevordering der kennis van landen en volken en van derzelver voortbrengselen en handel, Haarlem 1838, in-8°, met platen.
- Europisch Rusland en deszelfs bewoners (Met Wallachije en Moldavië), volgens de nieuwste ontdekkingen. Een werk ter bevordering van landen en volken en van derzelver voortbrengselen en handel, Haarlem 1838, in-8°, met platen.
- Geschiedenis der Christelijke kerk in de vroegste eeuwen tot op den tijd der kruistogten, Haarlem 1839, kl. in-8°, met platen.

Vertaalde werken door N.G. van Kampen:
- Atala, of de gelieven in de woestijn; uit het Fransch van F.A. de Chateaubriand, 's Hage 1801, in-8°.
- Landreis door Griekenland in 1798-1801; naar het Fransch van F.C.H.L. Pouqueville, Amsterdam 1808, in-8°, 3 delen.
- Schoonheden des Christendoms, naar het Fransch van F.A. de Chateaubriand, Leeuwarden 1810, in-8°, 2 delen met platen.
- Dagverhaal eener reize in de Vereenigde Staten van Noord-Amerika en neder-Canada in 1817; naar het Engelsch van J. Palmer, Haarlem 1820, in-8°, met een kaart.
- Geschiedenis der aardrijkskundige ontdekkingen zoo te land als ter zee, van de vroegste tijden tot op heden; uit het Engelsch van W. Cooley, met aanteekeningen, Haarlem 1835-1838, in-8°, 4 delen.
- De wereldgeschiedenis, beknopt voorgesteld in tijdrekenkundige taferelen tot onderwijs en eigen oefening. Naar het Hoogduitsch, van H.A. Gall, vrij vertaald, zeer vermeerderd en tot op onzen tijd voortgezet, Amsterdam 1837, gr. in-4°, 2de druk.